# Гремерсдорф-Бухолц
Гремерсдорф-Бухолц (њем. Gremersdorf-Buchholz) општина је у њемачкој савезној држави Мекленбург-Западна Померанија. Једно је од 64 општинска средишта округа Нордфорпомерн. Према процјени из 2010. у општини је живјело 739 становника. Посједује регионалну шифру (AGS) 13057099.

## Географски и демографски подаци
Гремерсдорф-Бухолц се налази у савезној држави Мекленбург-Западна Померанија у округу Нордфорпомерн. Општина се налази на надморској висини од 19 метара. Површина општине износи 50,0 km². У самом мјесту је, према процјени из 2010. године, живјело 739 становника. Просјечна густина становништва износи 15 становника/km².